# سلحفاة منزلقة
سلحفاة منزلقة (باللاتينية: Trachemys) ، هي جنس سلاحف يتغذى على النباتات طولها يصل إلى 12 بوصة وتتميز بوجود بقع حمراء أو صفراء أو الأثنين خلف العين .